# Ankaratra franzi
Genre
Espèce
Ankaratra franzi, unique représentant du genre Ankaratra, est une espèce d'opilions cyphophthalmes à l'appartenance familiale incertaine.

## Distribution
Cette espèce est endémique de Madagascar. Elle se rencontre sur l'Ankaratra.

## Description
Le mâle holotype mesure 1,8 mm.

## Étymologie
Cette espèce est nommée en l'honneur de Herbert Franz.

## Publication originale
- Shear & Gruber, 1996 : « Cyphophthalmid opilionids new to Madagascar: two new genera (Opiliones, Cyphophthalmi, ?Pettalidae). » Bulletin of the British Arachnological Society, vol. 10, no 5, p. 181-186 (texte intégral).